# Carl Christlieb Reinthaler
Carl Christlieb Reinthaler (* vor 1743; † 1770) war ein deutscher Maler des Barock.

## Leben und Werk
Carl Christlieb Reinthaler war ein Sohn des in Weimar tätigen Malers Johann Carl Reinthaler. 1768 wurde er in Rudolstadt zum Hofmaler ernannt. 
Er und Johann Christian Heintze besorgten 1749 bis 1752 großenteils die Dekorationsmalerei von Schloss Heidecksburg in Rudolstadt. Besonders bedeutsam war ihr Auftrag Bewohner aus allen Erdteilen auf der Leinwand vor Ideallandschaften im Großformat abzubilden. Außerdem wirkte Reinthaler als Vergolder. Den Handlungsrahmen legte der Architekt Gottfried Heinrich Krohne (1703–1756) fest.